# ثقبة وركية صغيرة
الثُّقْبَةُ الوَرِكِيَّةُ الصَّغيرَة هي فتحة بين الحوض والجزء الخلفي من الفخذ. تتشكل الثُقبة بواسطة الرِّباطُ العَجُزِيُّ الحَدَبِيّ والذي يمتد بين عظم العجز والأُحْدوبَةُ الإِسْكِيَّة، والرباط العجزي الشوكي والذي يمتد بدوره بين عَظْمُ العَجُز والشوكة الإسكية.

## التركيب
الثقبة الوركية الصغيرة تمتلك الحدود الآتية:
- من الأمام: الأُحْدوبَةُ الإِسْكِيَّة.
- من الأعلى: الشوكة الإسكية والرباط العجزي الشوكي.
- من الخلف: الرِّباطُ العَجُزِيُّ الحَدَبِيّ.

## الوظيفة

العصب الفرجي وامتداده عبر الثقبة الوركية الصغيرة.

يَعبُر من خلال الثقبة التراكيب الآتية:
- وتر العضلة السدادية الغائرة.
- الشريان الفرجي الغائر.
- العصب الفرجي.
- العصب السدادي الغائر.

## روابط خارجية
- صور تشريحية:41:os-0111 في مركز داونستيت الطبي التابع لجامعة نيويورك - "The Female Perineum: Osteology"

1. ↑  نموذج تأسيسي في التشريح، QID:Q1406710